# Cerro Cuao
Pour les articles homonymes, voir Cuao.
Le cerro Cuao est l'un des sommets du massif de Cuao-Sipapo situé dans l'État d'Amazonas au Venezuela. Son altitude s'élève à plus de 2 000 mètres.